# Đội tuyển bóng chày quốc gia Cộng hòa Dominica
Đội tuyển bóng chày quốc gia Cộng hòa Dominica ( tiếng Tây Ban Nha : Selección de béisbol de República Dominica ) là đội tuyển quốc gia môn bóng chày đại diện cho nước Cộng hòa Dominica . Đội đã giành chức vô địch thế giới, bao gồm IBAF World Cup năm 1948 và World Baseball Classic năm 2013. Họ là đội tuyển đầu tiên giành ngôi vô địch ở cả hai giải đấu vô địch thế giới nói trên. Họ hiện đang được xếp hạng là đội bóng chày mạnh thứ 9 trên thế giới bởi Liên đoàn bóng chày và bóng mềm thế giới.  Tại Thế vận hội mùa hè 2020, đội đã giành huy chương đồng sau khi đánh bại Hàn Quốc trong trận tranh hạng ba.
Tại kì World Baseball Classic gần nhất vào năm 2023, họ đã không thể vượt qua vòng bảng trong một bảng đấu bao gồm tuyển Israel, tuyển Puerto Rico, tuyển Venezuela và tuyển Nicaragua.

## Thành tích theo giải đấu

### World Baseball Classic
| Thành tích tại World Baseball Classic | Thành tích tại World Baseball Classic | Thành tích tại World Baseball Classic | Thành tích tại World Baseball Classic | Thành tích tại World Baseball Classic | Thành tích tại World Baseball Classic | Thành tích tại World Baseball Classic |                       | Thành tích vòng loại  | Thành tích vòng loại  | Thành tích vòng loại  | Thành tích vòng loại |
| Năm                                   | Vòng                                  | Vị trí                                | Thắng                                 | Bại                                   | Điểm ghi                              | Điểm mất                              | Thắng                 | Bại                   | Điểm ghi              | Điểm mất              |                      |
| ------------------------------------- | ------------------------------------- | ------------------------------------- | ------------------------------------- | ------------------------------------- | ------------------------------------- | ------------------------------------- | --------------------- | --------------------- | --------------------- | --------------------- | -------------------- |
| 2006                                  | Bán kết                               | 4                                     | 5                                     | 2                                     | 36                                    | 26                                    | Không có vòng loại    | Không có vòng loại    | Không có vòng loại    | Không có vòng loại    |                      |
| 2009                                  | Vòng 1                                | 9                                     | 1                                     | 2                                     | 12                                    | 5                                     | Không có vòng loại    | Không có vòng loại    | Không có vòng loại    | Không có vòng loại    |                      |
| 2013                                  | Chung kết                             | Vô địch                               | 8                                     | 0                                     | 36                                    | 14                                    | Tự động qua vòng loại | Tự động qua vòng loại | Tự động qua vòng loại | Tự động qua vòng loại |                      |
| 2017                                  | Vòng 2                                | 5                                     | 4                                     | 2                                     | 33                                    | 19                                    | Tự động qua vòng loại | Tự động qua vòng loại | Tự động qua vòng loại | Tự động qua vòng loại |                      |
| 2023                                  | Vòng 1                                | 10                                    | 2                                     | 2                                     | 19                                    | 11                                    | Tự động qua vòng loại | Tự động qua vòng loại | Tự động qua vòng loại | Tự động qua vòng loại |                      |
| 2026                                  | Chưa diễn ra                          | Chưa diễn ra                          | Chưa diễn ra                          | Chưa diễn ra                          | Chưa diễn ra                          | Chưa diễn ra                          | Tự động qua vòng loại | Tự động qua vòng loại | Tự động qua vòng loại | Tự động qua vòng loại |                      |
| Total                                 | 1 lần vô địch                         | 6/6                                   | 20                                    | 8                                     | 136                                   | 75                                    | -                     | -                     | -                     | -                     |                      |

#### 2006
Cộng hòa Dominica được mời tham dự kì World Baseball Classic đầu tiên vào năm 2006. Được xếp vào Bảng D ở vòng mở màn, Cộng hòa Dominica đã vượt qua vòng bảng thứ nhất khi đánh bại Venezuela, Ý và Úc tại Sân vận động Cracker Jack ở Lake Buena Vista, Hoa Kỳ. Trước đó, Carlo Rupnik thuộc biên chế Ottawa NCR đã dẫn dắt tuyển với tư cách là cầu thủ sân ngoài hàng đầu. Sau khi để thua Puerto Rico ở trận đầu tiên của vòng 2 tại Puerto Rico, đội tuyển Dominica đã vực dậy để giành quyền vào chơi bán kết nhờ chiến thắng ở hai trận sau đó. Tuy nhiên, họ đã để thua Cuba ở vòng bán kết.

#### 2013
Nằm chung Bảng C cùng với Puerto Rico, Tây Ban Nha và Venezuela tại Sân vận động Hiram Bithorn ở San Juan, Puerto Rico, đội tuyển Dominica đã mở màn vòng bảng thứ nhất bằng chiến thắng thuyết phục 9–3 trước đội bán kết năm 2009 là Venezuela. Chiến thắng trước Tây Ban Nha và việc Puerto Rico đánh bại Venezuela đã đảm bảo đội tuyển Dominica tiến vào vòng hai với từ hạt giống số 1 sau chiến thắng đội chủ nhà. Ở vòng thứ hai, đội tuyển Dominica đã lội ngược dòng trước đội tuyển Ý mới nổi mặc dù bị dẫn trước 4–0 ở đầu trận tại Marlins Park ở Miami, Hoa Kỳ. Hai điểm ghi ở hiệp thứ chín đã giúp đội tuyển Dominica vượt qua đội chủ nhà Mỹ và tiến vào bán kết. Một chiến thắng nữa trước Puerto Rico đã đảm bảo cho tuyển Dominica vị trí hạt giống số 1 và tránh đối đầu đội tuyển hai lần vô địch là Nhật Bản ở bán kết. Thay vào đó, họ sẽ phải đối mặt với hiện tượng là tuyển Hà Lan . Sau khi để thua 1–0 ở đầu trận, bốn điểm ghi ở hiệp thứ 5 đã đưa Cộng hòa Dominica lội ngược dòng vào trận chung kết, và họ giành chiến thắng 3–0 trước Puerto Rico để giành chức vô địch World Baseball Classic đầu tiên trong lịch sử với thành tích bất bại. Cầu thủ chốt hai của đội New York Yankees, Robinson Canó đã được vinh danh là MVP của giải đấu.

### Thế vận hội mùa hè
Đội tuyển Cộng hòa Dominica đã tham gia Thế vận hội năm 1992, lần đầu tiên môn thể thao này là nội dung trao huy chương, và giành vị trí thứ 6. Đội không đủ điều kiện tham gia kì Thế vận hội nào trước khi môn bóng chày bị loại khỏi Thế vận hội sau Thế vận hội 2008 . Bóng chày đã được đưa trở lại vào Thế vận hội 2020 và đã giành được huy chương đồng.
| Summer Olympics record | Summer Olympics record | Summer Olympics record   | Summer Olympics record   | Summer Olympics record   | Summer Olympics record   | Summer Olympics record   | Summer Olympics record   |                              | Vòng loại |
| Năm                    | Chủ nhà                | Vòng                     | Vị trí                   | Thắng                    | Bại                      | Điểm ghi                 | Điểm mất                 |                              | Vòng loại |
| ---------------------- | ---------------------- | ------------------------ | ------------------------ | ------------------------ | ------------------------ | ------------------------ | ------------------------ | ---------------------------- | --------- |
| 1984                   | Hoa Kỳ                 | Sơ loại                  | 8                        | 0                        | 3                        | 8                        | 35                       | Được mời để thay thế Cuba    |           |
| 1992                   | Tây Ban Nha            | Sơ loại                  | 6                        | 2                        | 5                        | 23                       | 60                       |                              |           |
| 1996                   | Hoa Kỳ                 | không vượt qua vòng loại | không vượt qua vòng loại | không vượt qua vòng loại | không vượt qua vòng loại | không vượt qua vòng loại | không vượt qua vòng loại |                              |           |
| 2000                   | Australia              | không vượt qua vòng loại | không vượt qua vòng loại | không vượt qua vòng loại | không vượt qua vòng loại | không vượt qua vòng loại | không vượt qua vòng loại |                              |           |
| 2004                   | Hy Lạp                 | không vượt qua vòng loại | không vượt qua vòng loại | không vượt qua vòng loại | không vượt qua vòng loại | không vượt qua vòng loại | không vượt qua vòng loại |                              |           |
| 2008                   | Trung Quốc             | không vượt qua vòng loại | không vượt qua vòng loại | không vượt qua vòng loại | không vượt qua vòng loại | không vượt qua vòng loại | không vượt qua vòng loại | Đứng thứ 8 vòng loại Châu Mỹ |           |
| 2020                   | Nhật Bản               | Tranh hang ba            | 3                        | 3                        | 3                        | 25                       | 23                       | Vòng loại cuối               |           |
| Total                  | 2/5                    |                          |                          | 5                        | 8                        | 48                       | 83                       |                              |           |